# Coupe d'Europe de ski alpin 2017-2018
Navigation
Édition précédente Édition suivante
La Coupe d'Europe de ski alpin 2017-2018 est la 47e édition de la Coupe d'Europe de ski alpin, compétition de ski alpin organisée annuellement. Elle se déroule du 29 novembre 2017 au 18 mars 2018.

## Déroulement de la saison

### Saison des messieurs
| \| Fjätervålen Kvitfjell Trysil \| Les sites des compétitions dans les pays nordiques |
| Fjätervålen Kvitfjell Trysil                                                          |

| \| Berchtesgaden Chamonix Jaun Kirchberg Méribel Obereggen Plan de Corones Reiteralm Saalbach St-Moritz Sarntal Val di Fassa Val d'Isère Wengen \| Les sites des compétitions situés dans les Alpes |
| Berchtesgaden Chamonix Jaun Kirchberg Méribel Obereggen Plan de Corones Reiteralm Saalbach St-Moritz Sarntal Val di Fassa Val d'Isère Wengen                                                        |

Les sites de compétition de Soldeu-El Tarter (Pyrénées) font également partie du calendrier.

### Saison des dames
| \| Funäsdalen Hafjell Kvitfjell \| Les sites des compétitions dans les pays nordiques |
| Funäsdalen Hafjell Kvitfjell                                                          |

| \| Andalo Crans-Montana Bad Wiessee Innerkrems Melchsee-Frutt Plan de Corones Val di Fassa Zauchensee Zell am See Zinal \| Les sites des compétitions situés dans les Alpes |
| Andalo Crans-Montana Bad Wiessee Innerkrems Melchsee-Frutt Plan de Corones Val di Fassa Zauchensee Zell am See Zinal                                                        |

| \| La Molina Soldeu \| Les sites des compétitions dans les Pyrénées |
| La Molina Soldeu                                                    |

## Classement général
| Rang | Nom                      | Points | Victoire(s) | Podium(s) |
| ---- | ------------------------ | ------ | ----------- | --------- |
| 1    | Johannes Strolz          | 917    | 4           | 4         |
| 2    | Dominik Raschner         | 862    | 2           | 4         |
| 3    | Marc Rochat              | 624    | 3           | 8         |
| 4    | Matej Vidović            | 612    | 2           | 6         |
| 5    | Marco Odermatt           | 610    | 1           | 5         |
| 6    | Christopher Neumayer     | 578    | 1           | 4         |
| 7    | Simon Maurberger         | 578    | 1           | 2         |
| 8    | Daniel Danklmaier        | 545    |             | 4         |
| 9    | Christoph Krenn          | 506    | 1           | 3         |
| 10   | Urs Kryenbühl            | 433    |             | 3         |
| 11   | Daniel Hemetsberger      | 411    | 1           | 1         |
| 12   | Tommaso Sala             | 410    |             | 2         |
| 13   | Stefan Rogentin          | 403    | 1           | 2         |
| 14   | Adrian Smiseth Sejersted | 400    | 2           | 2         |
| 15   | Timon Haugan             | 389    | 1           | 1         |
| 16   | Dominik Stehle           | 384    |             | 3         |
| 17   | Robin Buffet             | 357    |             | 1         |
| 18   | Fabio Gstrein            | 338    |             |           |
| 19   | Werner Heel              | 333    |             | 2         |
| 20   | Alex Hofer               | 324    | 1           | 2         |

| Rang | Nom                      | Points | Victoire(s) | podium(s) |
| ---- | ------------------------ | ------ | ----------- | --------- |
| 1    | Nina Ortlieb             | 949    | 2           | 7         |
| 2    | Kristine Gjelsten Haugen | 863    | 1           | 5         |
| 3    | Lisa Hörnblad            | 798    | 2           | 6         |
| 4    | Aline Danioth            | 765    | 1           | 7         |
| 5    | Ariane Rädler            | 719    | 4           | 4         |
| 6    | Thea Louise Stjernesund  | 700    | 2           | 5         |
| 7    | Nadine Fest              | 663    |             | 3         |
| 8    | Magdalena Fjällström     | 640    | 1           | 3         |
| 9    | Franziska Gritsch        | 599    | 2           | 2         |
| 10   | Rahel Kopp               | 517    |             | 2         |
| 11   | Katharina Liensberger    | 500    | 2           | 6         |
| 12   | Meta Hrovat              | 471    | 2           | 3         |
| 12   | Chiara Mair              | 471    |             | 3         |
| 14   | Marina Wallner           | 420    | 2           | 5         |
| 15   | Katharina Huber          | 388    |             |           |
| 16   | Kajsa Vickhoff Lie       | 377    | 1           | 1         |
| 17   | Jasmina Suter            | 359    |             | 1         |
| 18   | Charlotta Säfvenberg     | 356    | 2           | 3         |
| 19   | Joséphine Forni          | 352    | 1           | 1         |
| 20   | Nathalie Gröbli          | 345    |             |           |

## Classements de chaque discipline
Les noms en gras remportent les titres des disciplines.

### Descente
| Rang | Nom                      | Points | Victoire(s) | Podium(s) |
| ---- | ------------------------ | ------ | ----------- | --------- |
| 1    | Christopher Neumayer     | 346    | 1           | 3         |
| 2    | Werner Heel              | 333    |             | 2         |
| 3    | Urs Kryenbühl            | 322    |             | 3         |
| 4    | Adrian Smiseth Sejersted | 266    | 2           | 2         |
| 5    | Daniel Hemetsberger      | 242    | 1           | 1         |
| 6    | Daniel Danklmaier        | 211    |             | 1         |
| 7    | Christoph Krenn          | 194    |             | 1         |
| 8    | Stian Saugestad          | 193    | 1           | 1         |
| 9    | Felix Monsen             | 186    |             |           |
| 10   | Henrik Røa               | 150    | 1           | 1         |

| Rang | Nom                  | Points | Victoire(s) | Podium(s) |
| ---- | -------------------- | ------ | ----------- | --------- |
| 1    | Ariane Rädler        | 376    | 3           | 3         |
| 2    | Nina Ortlieb         | 311    |             | 2         |
| 3    | Lisa Hörnblad        | 250    |             | 1         |
| 4    | Juliana Suter        | 247    | 2           | 2         |
| 5    | Martina Rettenwender | 246    |             | 1         |
| 6    | Nadine Fest          | 222    |             |           |
| 7    | Christina Ager       | 213    |             | 1         |
| 8    | Priska Nufer         | 210    | 1           | 2         |
| 9    | Anna Hofer           | 184    |             | 2         |
| 10   | Lin Ivarsson         | 146    |             | 1         |

### Super G
| Rang | Nom                  | Points | Victoire(s) | Podium(s) |
| ---- | -------------------- | ------ | ----------- | --------- |
| 1    | Christoph Krenn      | 292    | 1           | 2         |
| 2    | Gian Luca Barandun   | 264    | 1           | 3         |
| 3    | Stefan Rogentin      | 262    | 1           | 2         |
| 4    | Emanuele Buzzi       | 201    | 1           | 1         |
| 5    | Daniel Danklmaier    | 194    |             | 1         |
| 6    | Niklas Köck          | 180    | 1           | 2         |
| 7    | Christopher Neumayer | 164    |             | 1         |
| 8    | Daniel Hemetsberger  | 148    |             |           |
| 9    | Nils Allègre         | 146    |             | 2         |
| 10   | Bjørnar Neteland     | 131    |             |           |

| Rang | Nom                     | Points | Victoire(s) | Podium(s) |
| ---- | ----------------------- | ------ | ----------- | --------- |
| 1    | Lisa Hörnblad           | 388    | 1           | 4         |
| 2    | Nina Ortlieb            | 372    | 1           | 4         |
| 3    | Nadine Fest             | 285    |             | 2         |
| 4    | Ariane Rädler           | 267    | 1           | 1         |
| 5    | Kajsa Vickhoff Lie      | 201    | 1           | 1         |
| 6    | Franziska Gritsch       | 190    | 1           | 1         |
| 7    | Elisabeth Reisinger     | 176    |             | 2         |
| 8    | Nathalie Gröbli         | 173    |             |           |
| 9    | Chiara Mair             | 127    |             | 1         |
| 10   | Maryna Gąsienica-Daniel | 119    |             |           |

### Géant
| Rang | Nom                   | Points | Victoire(s) | Podium(s) |
| ---- | --------------------- | ------ | ----------- | --------- |
| 1    | Dominik Raschner      | 540    | 1           | 3         |
| 2    | Marco Odermatt        | 500    | 1           | 5         |
| 3    | Johannes Strolz       | 345    | 2           | 2         |
| 4    | Alex Hofer            | 317    | 1           | 2         |
| 5    | Simon Maurberger      | 310    |             | 1         |
| 6    | Sandro Jenal          | 288    |             | 2         |
| 7    | Thomas Tumler         | 275    | 1           | 2         |
| 8    | Thibaut Favrot        | 270    | 1           | 2         |
| 9    | Giulio Giovanni Bosca | 268    |             | 2         |
| 10   | Samu Torsti           | 230    |             | 1         |

| Rang | Nom                      | Points | Victoire(s) | Podium(s) |
| ---- | ------------------------ | ------ | ----------- | --------- |
| 1    | Kristine Gjelsten Haugen | 446    | 1           | 3         |
| 1    | Thea Louise Stjernesund  | 446    | 2           | 4         |
| 3    | Katharina Liensberger    | 380    | 1           | 5         |
| 4    | Rahel Kopp               | 331    |             | 2         |
| 5    | Magdalena Fjällström     | 327    |             | 1         |
| 6    | Meta Hrovat              | 302    | 2           | 2         |
| 7    | Jasmina Suter            | 277    |             | 1         |
| 8    | Nina Ortlieb             | 218    | 1           | 1         |
| 9    | Aline Danioth            | 205    |             | 2         |
| 9    | Vanessa Kasper           | 205    | 1           | 2         |

### Slalom
| Rang | Nom                 | Points | Victoire(s) | Podium(s) |
| ---- | ------------------- | ------ | ----------- | --------- |
| 1    | Matej Vidović       | 612    | 2           | 6         |
| 2    | Marc Rochat         | 560    | 3           | 7         |
| 3    | Johannes Strolz     | 467    | 1           | 1         |
| 4    | Tommaso Sala        | 393    |             | 2         |
| 5    | Dominik Stehle      | 384    |             | 3         |
| 6    | Robin Buffet        | 357    |             | 1         |
| 7    | Dominik Raschner    | 322    | 1           | 1         |
| 8    | Sebastian Holzmann  | 321    |             | 2         |
| 9    | Federico Liberatore | 252    |             | 1         |
| 10   | Ramon Zenhäusern    | 232    | 1           | 1         |

| Rang | Nom                      | Points | Victoire(s) | Podium(s) |
| ---- | ------------------------ | ------ | ----------- | --------- |
| 1    | Aline Danioth            | 552    | 1           | 5         |
| 2    | Marina Wallner           | 420    | 2           | 5         |
| 3    | Kristine Gjelsten Haugen | 393    |             | 2         |
| 4    | Charlotta Säfvenberg     | 356    | 2           | 3         |
| 5    | Magdalena Fjällström     | 313    | 1           | 2         |
| 6    | Katharina Huber          | 304    |             |           |
| 7    | Joséphine Forni          | 287    | 1           | 1         |
| 8    | Thea Louise Stjernesund  | 247    |             | 1         |
| 9    | Michela Azzola           | 244    |             |           |
| 10   | Nastasia Noens           | 239    |             | 2         |

### Combiné
| Rang | Nom                  | Points | Victoire(s) | Podium(s) |
| ---- | -------------------- | ------ | ----------- | --------- |
| 1    | Daniel Danklmaier    | 140    |             | 2         |
| 2    | Johannes Strolz      | 100    | 1           | 1         |
| 2    | Marco Pfiffner       | 100    | 1           | 1         |
| 4    | Frederic Berthold    | 80     |             |           |
| 5    | Christopher Neumayer | 68     |             |           |
| 6    | Alexander Köll       | 64     |             | 1         |
| 7    | Christof Brandner    | 63     |             |           |
| 8    | Sam Morse            | 60     |             | 1         |
| 9    | Stefan Rogentin      | 50     |             |           |
| 9    | Ivan Kuznetsov       | 50     |             |           |

| Rang | Nom                 | Points | Victoire(s) | Podium(s) |
| ---- | ------------------- | ------ | ----------- | --------- |
| 1    | Lisa Hörnblad       | 140    | 1           | 1         |
| 2    | Chiara Mair         | 120    |             | 2         |
| 3    | Franziska Gritsch   | 100    | 1           | 1         |
| 4    | Nathalie Gröbli     | 95     |             |           |
| 5    | Kajsa Vickhoff Lie  | 90     |             |           |
| 6    | Nadine Fest         | 80     |             | 1         |
| 6    | Meta Hrovat         | 80     |             | 1         |
| 8    | Jole Galli          | 50     |             |           |
| 9    | Nina Ortlieb        | 48     |             |           |
| 10   | Elisabeth Kappaurer | 45     |             |           |

## Calendrier et résultats

### Messieurs
| N°      | Lieu              | Date             | Épreuve          | Vainqueur                                                            | Deuxième                                                             | Troisième                                                            |
| ------- | ----------------- | ---------------- | ---------------- | -------------------------------------------------------------------- | -------------------------------------------------------------------- | -------------------------------------------------------------------- |
| 1       | Fjätervålen       | 5 décembre 2017  | Slalom           | Ramon Zenhäusern                                                     | Reto Schmidiger                                                      | Marc Rochat                                                          |
| 2       | Fjätervålen       | 6 décembre 2017  | Slalom           | Marc Rochat                                                          | Robin Buffet                                                         | Dominik Stehle                                                       |
| 3       | Trysil            | 8 décembre 2017  | Géant            | Johannes Strolz                                                      | Simon Maurberger                                                     | Thibaut Favrot                                                       |
| 4       | Trysil            | 9 décembre 2017  | Géant            | Johannes Strolz                                                      | Alex Hofer                                                           | Sandro Jenal                                                         |
| 5       | Obereggen         | 13 décembre 2017 | Slalom           | Matej Vidović                                                        | Marc Rochat                                                          | Clément Noël                                                         |
| 6       | Kronplatz         | 16 décembre 2017 | Slalom parallèle | Dominik Raschner                                                     | Emil Johansson                                                       | Peder Dahlum Eide                                                    |
| 7       | Val di Fassa      | 18 décembre 2017 | Slalom           | Stefano Gross                                                        | Federico Liberatore Tommaso Sala                                     |                                                                      |
| 8       | Reiteralm         | 20 décembre 2017 | Super-G          | Niklas Köck                                                          | Christoph Krenn                                                      | Gian Luca Barandun                                                   |
| 9       | Reiteralm         | 21 décembre 2017 | Super-G          | Christoph Krenn                                                      | Niklas Köck                                                          | Thomas Biesemeyer                                                    |
| —       | Wengen            | 5 janvier 2018   | Super G          | Épreuve annulée                                                      | Épreuve annulée                                                      | Épreuve annulée                                                      |
| 10      | Wengen            | 6 janvier 2018   | Super-G          | Emanuele Buzzi                                                       | Stefan Rogentin                                                      | Patrick Schweiger                                                    |
| 11      | Saalbach          | 10 janvier 2018  | Descente         | Daniel Hemetsberger                                                  | Christopher Neumayer                                                 | Daniel Danklmaier                                                    |
| 12      | Saalbach          | 11 janvier 2018  | Descente         | Henrik Røa                                                           | Daniel Danklmaier                                                    | Thomas Biesemeyer                                                    |
| 13      | Saalbach          | 12 janvier 2018  | Combiné alpin    | Marco Pfiffner                                                       | Daniel Danklmaier                                                    | Sam Morse                                                            |
| 14      | Kirchberg         | 14 janvier 2018  | Géant            | Florian Eisath                                                       | Sandro Jenal                                                         | Marco Odermatt                                                       |
| 15      | Kirchberg         | 15 janvier 2018  | Géant            | Alex Hofer                                                           | Stefan Brennsteiner                                                  | Dominik Raschner                                                     |
| —       | Méribel           | 19 janvier 2018  | Descente         | Épreuves annulées; la descente et le super-G sont repris par Sarntal | Épreuves annulées; la descente et le super-G sont repris par Sarntal | Épreuves annulées; la descente et le super-G sont repris par Sarntal |
| —       | Méribel           | 20 janvier 2018  | Combiné alpin    | Épreuves annulées; la descente et le super-G sont repris par Sarntal | Épreuves annulées; la descente et le super-G sont repris par Sarntal | Épreuves annulées; la descente et le super-G sont repris par Sarntal |
| —       | Méribel           | 21 janvier 2018  | Super-G          | Épreuves annulées; la descente et le super-G sont repris par Sarntal | Épreuves annulées; la descente et le super-G sont repris par Sarntal | Épreuves annulées; la descente et le super-G sont repris par Sarntal |
| —       | Val d'Isère       | 23 janvier 2018  | Géant            | Épreuves annulées; reprises par Folgaria-Lavarone                    | Épreuves annulées; reprises par Folgaria-Lavarone                    | Épreuves annulées; reprises par Folgaria-Lavarone                    |
| —       | Val d'Isère       | 24 janvier 2018  | Géant            | Épreuves annulées; reprises par Folgaria-Lavarone                    | Épreuves annulées; reprises par Folgaria-Lavarone                    | Épreuves annulées; reprises par Folgaria-Lavarone                    |
| 16      | Folgaria-Lavarone | 22 janvier 2018  | Géant            | Stefan Brennsteiner                                                  | Marco Odermatt                                                       | Marcel Mathis                                                        |
| 17      | Folgaria-Lavarone | 23 janvier 2018  | Géant            | Marco Odermatt                                                       | Tim Jitloff                                                          | Andrea Ballerin                                                      |
| 18      | Chamonix          | 25 janvier 2018  | Slalom           | Johannes Strolz                                                      | Matej Vidović                                                        | Marc Rochat                                                          |
| 19      | Chamonix          | 26 janvier 2018  | Slalom           | Simon Maurberger                                                     | Sebastian Holzmann                                                   | Marc Rochat                                                          |
| 20      | Jaun              | 16 février 2018  | Slalom           | Matej Vidović                                                        | Marc Rochat                                                          | Sebastian Holzmann                                                   |
| 21      | Jaun              | 17 février 2018  | Slalom           | Marc Rochat                                                          | Matej Vidović                                                        | Dominik Stehle                                                       |
| 22      | Sarntal           | 20 février 2018  | Descente         | Stian Saugestad                                                      | Christian Walder                                                     | Davide Cazzaniga                                                     |
| 23      | Sarntal           | 21 février 2018  | Descente         | Adrian Smiseth Sejersted                                             | Werner Heel                                                          | Johannes Kröll                                                       |
| 24      | Sarntal           | 21 février 2018  | Combiné alpin    | Johannes Strolz                                                      | Frederic Berthold                                                    | Daniel Danklmaier                                                    |
| 25      | Sarntal           | 22 février 2018  | Super-G          | Gian Luca Barandun                                                   | Mauro Caviezel                                                       | Daniel Danklmaier                                                    |
| 26      | Sarntal           | 23 février 2018  | Super-G          | Christian Walder                                                     | Christopher Neumayer                                                 | Nils Allègre                                                         |
| 27      | Saint-Moritz      | 26 février 2018  | Géant            | Thibaut Favrot                                                       | Thomas Tumler                                                        | Samu Torsti                                                          |
| 28      | Saint-Moritz      | 27 février 2018  | Géant            | Thomas Tumler                                                        | Marco Odermatt                                                       | Giulio Giovanni Bosca                                                |
| 29      | Kvitfjell         | 5 mars 2018      | Descente         | Adrian Smiseth Sejersted                                             | Urs Kryenbühl                                                        | Werner Heel                                                          |
| 30      | Kvitfjell         | 6 mars 2018      | Descente         | Christopher Neumayer                                                 | Urs Kryenbühl                                                        | Christoph Krenn                                                      |
| 31      | Berchtesgaden     | 10 mars 2018     | Géant            | Timon Haugan                                                         | Marco Odermatt                                                       | Marc Rochat                                                          |
| 32      | Berchtesgaden     | 11 mars 2018     | Slalom           | Marc Rochat                                                          | Matej Vidović                                                        | Tommaso Sala                                                         |
| Finales |                   |                  |                  |                                                                      |                                                                      |                                                                      |
| 33      | Soldeu            | 14 mars 2018     | Géant            | Dominik Raschner                                                     | Giulio Giovanni Bosca                                                | Andrea Ballerin                                                      |
| 34      | Soldeu            | 15 mars 2018     | Slalom           | Christian Hirschbühl                                                 | Matej Vidović                                                        | Dominik Stehle                                                       |
| 35      | Soldeu            | 16 mars 2018     | Super-G          | Stefan Rogentin                                                      | Nils Allègre                                                         | Gian Luca Barandun                                                   |
| 36      | Soldeu            | 18 mars 2018     | Descente         | Otmar Striedinger                                                    | Urs Kryenbühl                                                        | Ralph Weber                                                          |

### Dames
| N°      | Lieu           | Date              | Épreuve          | Vainqueur                                                    | Deuxième                                                     | Troisième                                                    |
| ------- | -------------- | ----------------- | ---------------- | ------------------------------------------------------------ | ------------------------------------------------------------ | ------------------------------------------------------------ |
| 1       | Funäsdalen     | 20 novembre 2017  | Slalom           | Katharina Liensberger                                        | Katharina Gallhuber                                          | Marina Wallner                                               |
| 2       | Funäsdalen     | 20 novembre 2017  | Slalom           | Marina Wallner                                               | Katharina Gallhuber                                          | Ylva Stålnacke                                               |
| 3       | Hafjell        | 3 décembre 2017   | Géant            | Estelle Alphand                                              | Katharina Liensberger                                        | Vanessa Kasper                                               |
| 4       | Hafjell        | 4 décembre 2017   | Géant            | Meta Hrovat                                                  | Mina Fürst Holtmann                                          | Katharina Liensberger                                        |
| 5       | Kvitfjell      | 7-8 décembre 2017 | Géant            | Vanessa Kasper                                               | Kristine Gjelsten Haugen                                     | Katharina Liensberger                                        |
| 6       | Kvitfjell      | 8 décembre 2017   | Combiné alpin    | Franziska Gritsch                                            | Meta Hrovat                                                  | Chiara Mair                                                  |
| 7       | Kvitfjell      | 9 décembre 2017   | Super-G          | Kajsa Vickhoff Lie                                           | Chiara Mair                                                  | Marie Massios                                                |
| 8       | Andalo         | 14 décembre 2017  | Géant            | Meta Hrovat                                                  | Simone Wild                                                  | Rahel Kopp                                                   |
| —       | Andalo         | 15 décembre 2017  | Géant            | Épreuve annulée                                              | Épreuve annulée                                              | Épreuve annulée                                              |
| 9       | Kronplatz      | 16 décembre 2017  | Slalom parallèle | Aline Danioth                                                | Mireia Gutierrez                                             | Magdalena Fjällström                                         |
| 10      | Val di Fassa   | 21 décembre 2017  | Descente         | Juliana Suter                                                | Anna Hofer                                                   | Noémie Kolly                                                 |
| 11      | Val di Fassa   | 21 décembre 2017  | Descente         | Juliana Suter                                                | Christina Ager                                               | Anna Hofer                                                   |
| 12      | Innerkrems     | 11 janvier 2018   | Combiné alpin    | Lisa Hörnblad                                                | Nadine Fest                                                  | Chiara Mair                                                  |
| 13      | Innerkrems     | 11 janvier 2018   | Super-G          | Nina Ortlieb                                                 | Lisa Hörnblad                                                | Elisabeth Reisinger Nadine Fest                              |
| 14      | Innerkrems     | 11 janvier 2018   | Super-G          | Franziska Gritsch                                            | Lisa Hörnblad                                                | Nina Ortlieb                                                 |
| 15      | Zell am See    | 13 janvier 2018   | Slalom           | Magdalena Fjällström                                         | Marina Wallner                                               | Ylva Stålnacke                                               |
| 16      | Zell am See    | 14 janvier 2018   | Slalom           | Marina Wallner                                               | Aline Danioth                                                | Nastasia Noens                                               |
| —       | Zauchensee     | 17 janvier 2018   | Descente         | Épreuves annulées; une descente est reportée à Crans-Montana | Épreuves annulées; une descente est reportée à Crans-Montana | Épreuves annulées; une descente est reportée à Crans-Montana |
| —       | Zauchensee     | 18 janvier 2018   | Descente         | Épreuves annulées; une descente est reportée à Crans-Montana | Épreuves annulées; une descente est reportée à Crans-Montana | Épreuves annulées; une descente est reportée à Crans-Montana |
| 17      | Zauchensee     | 16 janvier 2018   | Super-G          | Lisa Hörnblad                                                | Nadine Fest                                                  | Elisabeth Reisinger                                          |
| —       | Zinal          | 22 janvier 2018   | Géant            | Épreuves repoussées aux 1er et 2 mars                        | Épreuves repoussées aux 1er et 2 mars                        | Épreuves repoussées aux 1er et 2 mars                        |
| —       | Zinal          | 23 janvier 2018   | Géant            | Épreuves repoussées aux 1er et 2 mars                        | Épreuves repoussées aux 1er et 2 mars                        | Épreuves repoussées aux 1er et 2 mars                        |
| 18      | Melchsee-Frutt | 25 janvier 2018   | Slalom           | Anna Swenn-Larsson                                           | Marina Wallner                                               | Aline Danioth                                                |
| 19      | Melchsee-Frutt | 26 janvier 2018   | Slalom           | Anna Swenn-Larsson                                           | Aline Danioth                                                | Charlotta Säfvenberg                                         |
| 20      | Bad Wiessee    | 17 février 2018   | Slalom           | Charlotta Säfvenberg                                         | Kristine Gjelsten Haugen                                     | Roberta Midali                                               |
| 21      | Bad Wiessee    | 18 février 2018   | Slalom           | Charlotta Säfvenberg                                         | Kristine Gjelsten Haugen                                     | Aline Danioth                                                |
| 22      | Crans-Montana  | 26 février 2018   | Descente         | Ariane Rädler                                                | Christine Scheyer                                            | Priska Nufer                                                 |
| 23      | Crans-Montana  | 27 février 2018   | Descente         | Priska Nufer                                                 | Lisa Hörnblad                                                | Lin Ivarsson                                                 |
| 24      | Crans-Montana  | 28 février 2018   | Descente         | Ariane Rädler                                                | Nina Ortlieb                                                 | Martina Rettenwender                                         |
| 25      | Crans-Montana  | 28 février 2018   | Super-G          | Jasmine Flury                                                | Nina Ortlieb                                                 | Tina Weirather                                               |
| 26      | Zinal          | 1er mars 2018     | Géant            | Thea Louise Stjernesund                                      | Katharina Liensberger                                        | Aline Danioth                                                |
| 27      | Zinal          | 2 mars 2018       | Géant            | Katharina Liensberger                                        | Aline Danioth                                                | Thea Louise Stjernesund                                      |
| 28      | La Molina      | 8 mars 2018       | Géant            | Thea Louise Stjernesund                                      | Kristine Gjelsten Haugen                                     | Rahel Kopp                                                   |
| 29      | La Molina      | 9 mars 2018       | Géant            | Nina Ortlieb                                                 | Magdalena Fjällström                                         | Thea Louise Stjernesund                                      |
| Finales |                |                   |                  |                                                              |                                                              |                                                              |
| 30      | Soldeu         | 13 mars 2018      | Descente         | Ariane Rädler                                                | Michaela Heider                                              | Nina Ortlieb                                                 |
| 31      | Soldeu         | 14 mars 2018      | Super-G          | Ariane Rädler                                                | Nina Ortlieb                                                 | Lisa Hörnblad                                                |
| 32      | Soldeu         | 16 mars 2018      | Géant            | Kristine Gjelsten Haugen                                     | Maryna Gąsienica-Daniel                                      | Jasmina Suter                                                |
| 33      | Soldeu         | 17 mars 2018      | Slalom           | Joséphine Forni                                              | Nastasia Noens                                               | Thea Louise Stjernesund                                      |